# Andreas Krebs (Theologe)
Andreas Krebs (* 13. Februar 1976 in Trier) ist ein deutscher Theologe. Er hat seit 2015 den Lehrstuhl für Alt-Katholische und Ökumenische Theologie inne und ist Direktor des Alt-Katholischen Seminars der Rheinischen Friedrich-Wilhelms-Universität Bonn.

## Leben
Andreas Krebs studierte Theologie, Philosophie, Germanistik, Bildungswissenschaften und Mathematik an den Universitäten Bonn, Hagen, Oxford und Trier. Nach dem kirchlichen Examen und der Graduierung zum M. Sc. promovierte er 2006 an der Universität Trier zum Dr. phil. 
Als Referendar und Studienrat arbeitete er nach dem Staatsexamen in Hennef und Trier und war danach Wissenschaftlicher Mitarbeiter am Alt-Katholischen Seminar der Universität Bonn. An der Theologischen Fakultät der Universität Bern war er ab 2011 Assistenzprofessor und habilitierte dort in den Fächern Systematische und Ökumenische Theologie. Er nahm einen Lehrauftrag für Systematische Theologie am Theologischen Studienjahr der Dormitio-Abtei auf dem Zionsberg in Jerusalem wahr, bevor er 2015 als Professor nach Bonn berufen wurde.

## Veröffentlichungen (Auswahl)
Eigene Veröffentlichungen
- Gott queer gedacht. Würzburg: Echter 2023.
- Entdeckungen Gottes. Theologische Ontologie im Säkularen Zeitalter. Habilitationsschrift. Bern 2015.
- Tastend von Gott reden. Theologischer Verlag, Zürich 2013.
- Erlösung zur Freiheit. Die „doppelte Freiheit“ Gottes und des Menschen in der Theologie Kurt Stalders (= Ökumenische Studien 37). LIT, Münster 2011.
- Friedrich Schleiermacher – interkulturell gelesen (= Interkulturelle Bibliothek 95). Bautz, Nordhausen 2011, ISBN 978-3-88309-272-0.
- Worauf man sich verlässt. Sprach- und Erkenntnistheorie in Ludwig Wittgensteins „Über Gewißheit“. Königshausen & Neumann, Würzburg 2007.

Als Herausgeber
- mit Dirk Kranz u. a.: Religiosität in der Alt-Katholischen Kirche Deutschlands. Eine empirische Studie. Staempfli, Bern 2014 (= Doppelnummer 1/2 der Internationalen Kirchlichen Zeitschrift 104).
- Die Wirklichkeit Gottes. Zur Aktualität der Theologie Kurt Stalders. Beiträge zum Berner Symposium am 21. September 2012 aus Anlass des 100. Geburtstages Kurt Stalders (1912–1996). Staempfli, Bern 2013 (= Doppelnummer 3/4 der Internationalen Kirchlichen Zeitschrift 103).